# Lista de répteis extintos
Os répteis constituem a classe Reptilia, que possui milhares de espécies extintas principalmente da era Pré-histórica.

## Espécies extintas

### OrdemCrocodylia
Como exemplo os crocodilos, jacarés, aligátores e gaviais.
- Famíla Gavialidae.
  - Aktiogavialis puertoricensis - (Velez-Juarbe, Brochu & Santos, 2007), Porto Rico.
  - Eogavialis africanum.
  - Eogavialis andrewsi.
  - Eogavialis gavialoides.
  - Gavialis bengawanicus.
  - Gavialis breviceps.
  - Gavialis curvirostris.
  - Gavialis lewisi.
  - Gavialis pachyrhynchus.
  - Rhamphosuchus crassidens - Índia.

- Família Crocodylidae.
  - Crocodylus acer.
  - Crocodylus affinis - Marsh, 1871.
  - Crocodylus anthropophagus - Brochu, Njau, Blumenschine & Densmore, 2010.

### OrdemSphenodontida
Como exemplo as tuataras.
- Família Sphenodontidae.
  - Zapatadon ejidoensis.

### OrdemSquamata
Como exemplo os lagartos e serpentes.
- Família Bolyeriidae.
  - Bolyeria multocarinata - (Friedrich Boie, 2010) Jibóia-da-Ilha-Round, Ilha Round, extinta em 1975.

- Família Gekkonidae.
  - Hoplodactylus delcourti - Kawekaweau, Nova Zelândia, extinta no final do século XIX.

- Família Iguanidae.
  - Cyclura cornuta onchiopsis - Iguana-da-Ilha-Navassa, Ilha Nevassa, Caribe, EUA, extinta em 1960.

- Família Lacertidae.
  - Podarcis lilfordi rodriquezi - (Müler, 1927) Lagarto-da-Ilha-de-Ratas, Minorca, Espanha, extinto em 1950.
  - Podarcis sicula sanctistephani - Lagarto-de-Santo-Stefano, Ilha Santo Stefano, Itália, extinto em 1965.

- Família Leiocephalidae.
  - Leiocephalus eremitus - Lagarto-da-Ilha-Navassa, Ilha Nevassa, Caribe, EUA, extinto em 1994.

- Família Scincidae.
  - Chioninia coctei - (Duméril & Bibron, 1839) Cabo Verde.
  - Macroscincus coctei - Lagarto-Caboverdiano ou Lagarto-Gigante-de-Cabo-Verde, Cabo Verde, extinto no começo do século XX.

- Família Teiidae.
  - Ameiva cineracea - Ameiva-de-Guadalupe, extinto em 1928.

### OrdemTestudinata
Como exemplo as tartarugas, cágados e jabutis.
- Família Testudinidae.
  - Chelonoidis nigra abingdoni - (Günther, 1877) Tartaruga-das-Galápagos-de-Pinta, Ilha de Pinta, extinta em 2012.
  - Cylindraspis indica  - (Schneider, 1783) Ilha da Reunião.
  - Cylindraspis inepta - (Günther, 1873) Ilhas Maurício.
  - Cylindraspis peltastes  - Ilha Rodrigues.
  - Cylindraspis triserrata  - Ilhas Maurício.
  - Cylindraspis vosmaeri - Tartaruga-Gigante-de-Rodrigues - Ilha Rodrigues - Extinta em 1802.
  - Testudo atlas.
  - Testudo bulcarica.
  - Testudo kenitrensis.
  - Testudo marmorum.
  - Testudo semenensis.
  - Chelonoidis nigra abingdoni - (possivelmente extinta desde 2012)